# Uber Eats Music Hall
Die Uber Eats Music Hall (bis März 2024: Verti Music Hall) ist eine Veranstaltungshalle, die sich am Uber Platz in Berlin befindet. Seit der Inbetriebnahme 2018 können dort bis zu 4500 Zuschauer Konzerte, Shows oder Corporate Events besuchen. Im Januar 2024 wurde bekannt gegeben, dass sich der Fahrdienstvermittler Uber die Namensrechte gesichert hat, wonach die Halle zum 22. März 2024 in Uber Eats Music Hall umbenannt wurde.

## Gründung
2015 wurde angekündigt, dass der Hallenbetreiber, die Anschutz Entertainment Group (AEG), sein Areal rund um die Uber Arena (ehemals Mercedes-Benz-Arena) ausbauen will. Geplant war es, ein Unterhaltungsquartier zu schaffen, welches den Besuchern neben Hotels, Restaurants, einem Kino oder einer Bowling-Halle auch eine neue Konzertlocation bieten sollte. Rund 200 Millionen Euro wurden für die neue Veranstaltungshalle eingeplant bei einer erwarteten Bauzeit von 24 bis 30 Monaten. Ende 2017 wurde bekannt gegeben, dass das Versicherungsunternehmen Verti den Namensrechtevertrag für die Veranstaltungshalle, die Verti Music Hall, unterschrieben hat. Am 12. Oktober 2018 wurde diese schließlich durch das nahezu ausverkaufte Konzert von Jack White eröffnet. Im Januar 2024 wurde bekannt gegeben, dass sich der Fahrdienstvermittler Uber die Namensrechte sicherte, woraufhin die Halle seit dem 22. März 2024 Uber Eats Music Hall heißt.

## Besondere Merkmale
Die Uber Eats Music Hall soll laut Betreiber eine Kombination aus Club-Gefühl und Hallenatmosphäre besitzen und durch ihren hervorragenden Sound überzeugen. Die Betreiber legen nach eigenen Angaben großen Wert auf ein intensives Klangerlebnis. Damit störende Schallreflexionen ausbleiben, wurde das Innere der Halle sowie die Decke mit absorbierendem Material verkleidet. Ist die Uber Eats Music Hall voll besetzt, liegt die Nachhallzeit bei 0,8 Sekunden.

## Event-Highlights
Die Veranstaltungen in der Uber Eats Music Hall reichen von Konzerten und Festivals, über Sport-Events bis zu Corporate-Veranstaltungen. Im ersten Jahr fanden von Oktober 2018 bis Oktober 2019 43 Konzerte, 10 Showevents, 28 Firmenveranstaltungen, 3 Sportevents und ein Festival statt. Insgesamt waren 125.000 Besucher in der Halle zu Gast. Unter anderem traten folgende Personen/Bands auf: George Ezra, Deadmau5, Gloria Gaynor, Hozier, John Cale, The War on Drugs, Cypress Hill, Howard Carpendale, Matthias Schweighöfer, Helmut Lotti, Architects, Bastille, Slash, Kamasi Washington, Disturbed, Capital Bra, The Raconteurs, Erykah Badu, Beth Hart, The Roots, die Beach Boys und Stray Kids.
Im Jahr 2023 diente die Halle erstmals der Berlinale als Spielstätte. Die dort gezeigten Wiederholungen der Wettbewerbsfilme, Panorama Filme, sowie einige Berlinale Special Gala-Premieren fanden bisher im Friedrichstadt-Palast statt.

## Preisverleihungen
Die Uber Eats Music Hall wurde häufiger als Austragungsort für Preisverleihungen ausgewählt. Der Nachfolger des Echos, der International Music Award, wurde am 22. November 2019 in dem neuen Berliner Venue überreicht. Das 20-jährige Jubiläum der weltweit bedeutendsten Sportverleihung, der Laureus World Sports Award, fand am 17. Februar 2020 in der Uber Eats Music Hall statt. Ebenso übergab dort Bundespräsident Frank-Walter Steinmeier dem Siegerteam den Deutschen Zukunftspreis 2020 am 25. November 2020. Dadurch standen nicht nur Künstler wie Iggy Azalea, Sting, Udo Lindenberg und Liam Payne auf der Bühne, sondern auch Personen aus den Bereichen Musik, Mode, Sport und Politik. Darunter zählten zum Beispiel Toni Garrn, Lewis Hamilton oder Dirk Nowitzki.

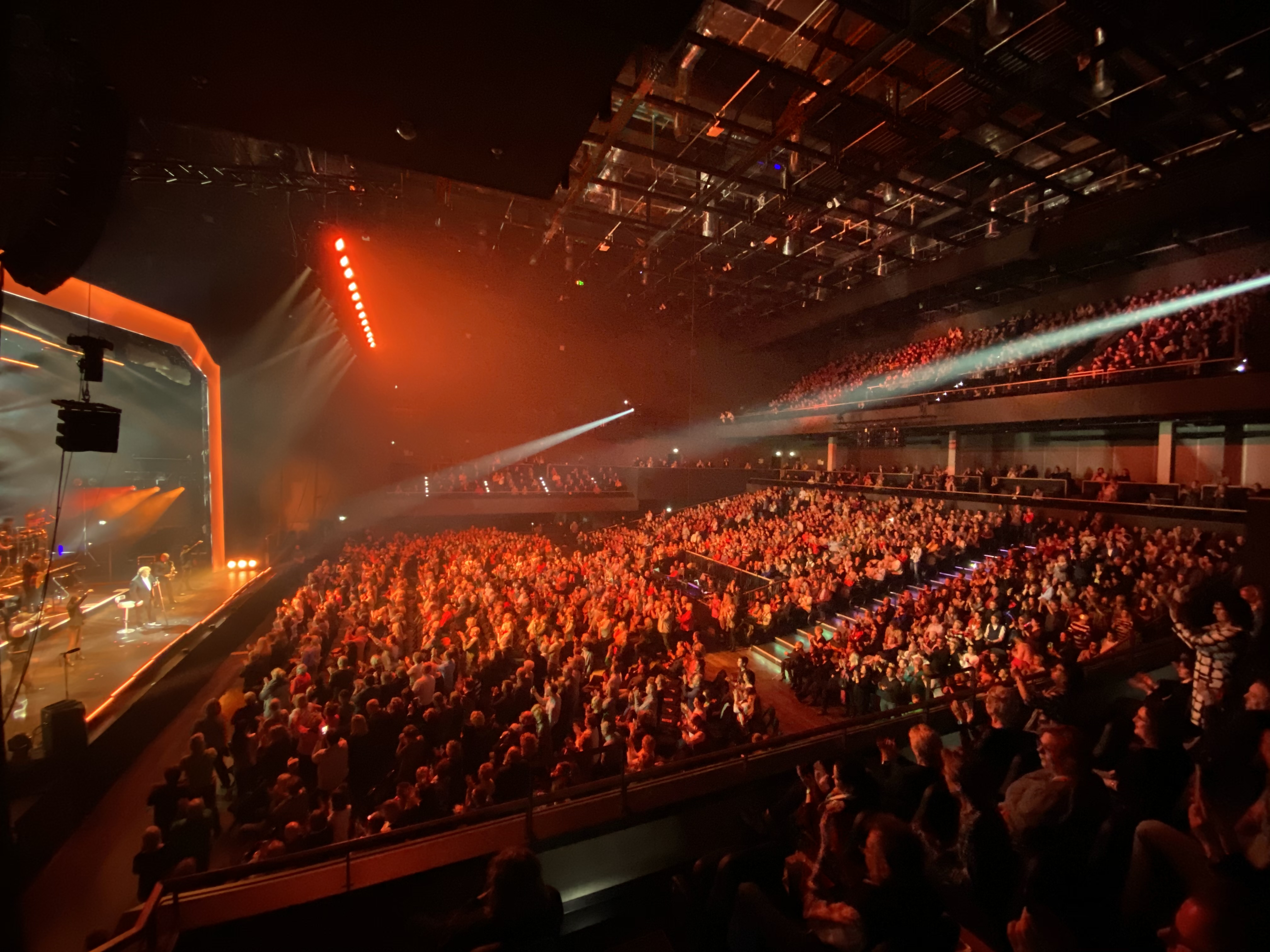
Innenraum